# چاییرووا
چاییرووا (به ترکی استانبولی: Çayırova) شهری است در کشور ترکیه که در استان قوجاایلی واقع شده‌است. جمعیت این شهر بر اساس سرشماری سال ۲۰۰۸ میلادی ۷۸٬۴۳۰ نفر و بر اساس برآوردهای سال ۲۰۰۹ میلادی ۸۲٬۴۹۴ نفر می‌باشد.